# エンゼル財団
一般財団法人エンゼル財団（エンゼルざいだん、Angel Foundation）は、日本の一般財団法人。1991年に財団法人エンゼル財団として設立され、2012年に一般財団法人に移行。移行後の正式名称は、一般財団法人森永エンゼル財団。

## 概要
基本財産4億円で、1991年（平成3年）4月1日、森永製菓株式会社によって設立される。理事長は森永製菓社長が兼務。事務局は森永芝浦ビル所在。主な目的は、古今の生活文化を学際的に研究することにより、国民生活の向上と発展に寄与することとされている。「健全な精神は健全な肉体に宿る」の実現のための、趣味・文芸・芸術分野の研究・普及活動、スポーツ・アウトドアライフの研究・実践活動を行う。
PHP研究所から出版事業として「エンゼル叢書」などを刊行している。また、インターネット放送局として公式ウェブサイトに、子育て支援研究・ダンテ『神曲』・源氏物語に関するフォーラムを設けている。